# 콘의 기약성 기준
환론에서 , 콘의 기약성 기준(영어: Cohn’s irreducibility criterion)은 어떤 다항식이 기약일 조건을 제공하는 정리이다.

## 공식화
만약 10 이상의 소수 {\displaystyle p} 가 십진법 전개에 의해 {\displaystyle p=a_{m}10^{m}+a_{m-1}10^{m-1}+\dots +a_{1}10+a_{0}} ({\displaystyle 0\leq a_{i}\leq 9}) 와 같이 쓰인다면, 다음 다항식
{\displaystyle f(x)=a_{m}x^{m}+a_{m-1}x^{m-1}+\dots +a_{1}x+a_{0}}
은 유리수 상에서 기약이다.

### 일반화
이상의 정리에서 굳이 십진법 전개에 한정할 필요는 없다. 즉, 임의의 자연수 k에 대하여 k 이상의 어떤 소수가 k-진 전개에 의해 표현될 경우 그 각 자릿수를 계수로 하는 다항식은 유리수 상에서 기약이다.
역으로, 만약 어떤 정수계수다항식 p(x)가 계수들의 최대공약수가 1인 기약다항식이라면 적당한 정수 n이 존재해서 p(n)이 소수가 되는지를 생각할 수 있다. 이는 곧 유명한 수론의 미해결 문제인 부냐콥스키 추측으로 이어진다.

## 역사
아서 콘(영어: Arthur Cohn)이 증명하였다. 콘은 잘 알려지지 않은 수학자이지만,  이사이 슈어의 지도 아래 베를린 훔볼트 대학교에서 1921년에 박사 학위를 수여받았다.

## 같이 보기
- 아이젠슈타인 기준
- 힐베르트의 기약성 정리
- 부냐콥스키 추측